# Куранов, Григорий Владимирович
Григорий Владимирович Куранов (род. 1 января 1959, Лениногорск, Восточно-Казахстанская область) — российский политический и государственный деятель. Заместитель полномочного представителя Президента Российской Федерации в Дальневосточном федеральном округе с 2017 года. Депутат Государственной Думы Федерального Собрания Российской Федерации VI созыва (2013—2017). Классный чин — действительный государственный советник 2 класса РФ

## Биография
Родился 1 января 1959 года в городе Лениногорск Восточно-Казахстанской области Казахской ССР в семье врачей. .

## Образование
Закончил среднюю школу №6 с преподаванием ряда предметов на английском языке города Салавата.
По окончании школы - слесарь-ремонтник завода технического стекла г. Салавата, работал в горячем цеху, имеет 14 рабочих специальностей.
Закончил Заочную физико-математическую школу при МГУ. 
В 1982 году, учась в медицинском институте, создал первый в СССР зональный (вузовский) круглогодичный студенческий медицинский отряд - СМО, объединяющий студентов медицинского института и 8 республиканских медицинских училищ, общей численностью в летний период до 2500 учащихся. 
В 1987 году закончил Башкирский государственный медицинский институт по специальности «Педиатрия».  
По окончании медицинского института работал участковым педиатром в ДГБ № 3, реабилитологом в ДГБ № 2, г. Пермь. 
В 1989 создал и возглавил Центр реабилитации часто болеющих детей детской больницы N 2 г. Пермь. Разработал авторскую методику и издал монографию «Иммунно-физическая реабилитация часто болеющих детей и взрослых», первое издание вышло в 1991 году, в течение последующих 20 лет - ещё 4 переиздания. Автор более 20 научных работ, 8 патентов. 
В 2007 году получил второе высшее образование, окончив Башкирский государственный университет экономики и сервиса.
В 2013 году в Российском научном центре медицинской реабилитации и курортологии защитил диссертацию  «Клинико-лабораторные аспекты применения сероводородной минеральной воды в терапии хронического тонзиллита и фарингита» на соискание учёной степени кандидата медицинских наук .

## Карьера
С 1976 по 1978 годы работал в ПО «Салаватстекло».
С 1984 по 1992 год работал по специальности врачом-педиатром и также врачом-реабилитологом в ДГКБ № 3 и ДКБ № 18 соответственно.
Бизнесом начал заниматься в 1991 году, был учредителем и директором различных фирм.
В 2000 году создал рекламно-политическое агентство «Кучер», основной вид деятельности – работа в медиасфере, Politics Relation, в том числе организация выборных процессов во многих регионах России и странах СНГ. 

## Политическая карьера
В начале 2000-х — помощник губернатора Санкт-Петербурга Матвиенко В. И., отвечал за политические процессы.
С июля 2011 года — руководитель приёмной лидера партии «Единая Россия» В. В. Путина в Пермском крае.
С июля 2012 года по январь 2013 года — руководитель Администрации губернатора Пермского края.
С 17 декабря 2012 года возглавил Пермский краевой оргкомитет по подготовке к учредительному съезду Общероссийского народного фронта.
С 1 февраля 2013 года полномочный представитель Республики Башкортостан при Президенте Российской Федерации — заместитель премьер-министра Правительства Республики. С 2013 по 2016 — депутат Государственной Думы Федерального Собрания РФ VI созыва.
В феврале 2017 года Куранов назначен заместителем полномочного представителя президента РФ в Дальневосточном федеральном округе.
Автор единственной в России прикладной системной технологии «Матричная система воспитания современных российских духовности и патриотизма».

## Депутат Госдумы
С 2013 по 2016 — депутат Государственной Думы Федерального Собрания РФ VI созыва. В течение исполнения полномочий депутата Государственной Думы VI созыва, выступил автором и соавтором 32 законов.

## Награды
Благодарность Президента Российской Федерации

## Увлечения
Российский фарфор XIX века, финно-угорская бронза раннего железного века, «моржевание», музейно-выставочная деятельность.
Победитель международного литературного конкурса историй на платформе anekdot.ru, посвящённого 25-летию сайта, история - «Мануальная терапия», 20 ноября 2020.
Крупный коллекционер, одна из коллекций - Номинант Книги рекордов Гиннеса (2008); обладатель нескольких дипломов Книги Рекордов России.